# Aleph One
 (octobre 2019).
Si vous disposez d'ouvrages ou d'articles de référence ou si vous connaissez des sites web de qualité traitant du thème abordé ici, merci de compléter l'article en donnant les références utiles à sa vérifiabilité et en les liant à la section « Notes et références ».
Aleph One est un moteur de jeu open source pour les jeux Marathon 2: Durandal et Marathon Infinity. Aleph One permet de faire fonctionner ces jeux sur la plupart des systèmes d'exploitation actuels (à l'origine ils n'existaient que pour Macintosh).
Le code a été beaucoup modifié et amélioré pour tirer parti des nouvelles technologies : OpenGL, réseau en TCP/IP (le jeu en réseau fonctionnait par AppleTalk à l'origine). Il utilise la bibliothèque SDL. (Une version Carbon pour Mac OS X uniquement existe aussi.)
À partir de la version stable de janvier 2014, ce moteur permet d'exploiter des fichiers de données originels de la trilogie.